# Clownfiskar
Clownfiskar (Amphiprioninae) eller anemonfiskar är en underfamilj av frökenfiskarna och består av 29 arter i släktet Amphiprion och en art i släktet Premnas.

## Utseende
Clownfiskarna är mycket färgglada fiskarter vilka lever i kommensal form av symbios med havsanemoner. De flesta blir omkring 10 cm långa: den minsta är Amphiprion pacificus som endast blir 4,8 cm, och den största är Premnas biaculeatus som blir 17 cm.

## Förekomst
De lever vid korallrev i västra Stilla havet (Queensland i norra Australien, Melanesien inklusive norra Stora barriärrevet, norra Nya Guinea, New Britain, Salomonöarna och Vanuatu).

## Beteende
Oftast är bara de två största fiskarna inom en grupp fertila. Andra tar vid om någon ur lekparet dör. Den största hannen byter till och med kön om den dominanta honan dör.
Korallreven som clownfiskarna lever i är för dem relativt säkra, eftersom de inte tar skada av nässeldjurens tentakler, som är dödligt farliga för andra djur. Där, eller strax i närheten, lägger clownfiskarna under leken sina ägg, vilka de vaktar i två veckor. När ynglen kläckts lever de ett pelagiskt liv i några veckor, tills de hittar en egen anemon.

## Arter (urval)
- Vanlig clownfisk (Amphiprion percula, till skillnad från den falska clownfisken Amphiprion ocellaris)
- Vitpannad clownfisk (Amphirion perideraion)
- Vitryggad clownfisk (Amphirion sandaracinos)
- Mörk clownfisk (Amphirion sebae)
- Sammetsclownfisk (Premnas biaceleatus)
- Gulsvansclownfisk (Amphiprion clarkii)